# 약인
약인(約因, consideration)이라 함은 청약자와 승낙자가 계약을 체결함에 있어 서로 주고받는 것 —달리 표현하면, 거래상의 손실 —이 원칙적으로 존재하여야 한다는 것을 말한다. 약인은 영미법계에서 계약의 독특한 구성 요소이다. 약인의 요소가 계약의 성립 및 구속력 여부를 구분하는 결정적인 기준으로 정착되기까지는 많은 논쟁을 거쳤다. 그리고 오늘날에도 여전히 약인의 원칙을 새롭게 이해하고 경우에 따라서는 새로운 대안을 모색하는 것이 중요한 과제가 되고 있다. 영미법계와 달리, 한국은 독일과 프랑스 및 일본 계약법의 영향을 받아 인간과 인간의 말, 즉 의사 표시만으로 당사자 간의 계약이 유효하게 성립한다.

## 정의
약인에 관하여 일치된 정의는 존재하지 않으나, 약인은  약속과 교환하여 약속자가 받는 권리, 이익, 편의 또는 수약자(약속을 받는 자)가 부담하는 부작위, 불이익, 손실, 의무 또는 이러한 것들의 약속 즉 대가의 교환성을 의미한다.
벤자민 N. 카도조 판사에 의하여 제시된 약인에 관한 정의에 의하면 다음과 같은 요건이 충족되어야 한다. 첫째로 수약자에게 법적 손실이 발생하여야 한다. 이 때 법적 손실이라 함은 수약자가 이행할 의무가 없는 사항에 대하여 실행 또는 실행 약속을 하거나 또는 행사할 권리가 있는 사항에 대하여 불행사 또는 불행사 약속을 하는 것을 의미한다. 둘째로, 약속자의 특정 행위에 대한 약속은 수약자의 법적 손실에 기인하여야 한다. 셋째로 수약자의 법적 손실은 약속자의 특정 행위에 대한 약속에 기인하여야 한다.
이상의 세 가지 요건을 종합하여 약인이 제공된 약속을 설명하면, 수약자는 가치 있는 것을 포기하거나 어떤 방식으로든 자신의 자유를 제한하는 반면에 수약자의 위와 같은 행위에 대한 대가 교환(반대 급부)의 일환으로 약속자의 약속이 이루어진 경우라고 요약할 수 있다.

## 대가 교환의 요건
약인이 제공된 약속이 되기 위해서는 약속자와 수약자 사이에 교섭의 요소가 필요하다. 이는 실제로 약속자와 수약자 사이에 청약과 반대 청약이라는 의사 표시의 교환이 있어야 한다는 것을 의미하는 것은 아니다. 미국의 제2차 계약법 리스테이트먼트에 의하면,  “약속자가 그의 약속에 따른 교환으로 수약자의 실행 또는 대응 약속을 구하고 수약자가 약속자의 약속과 교환으로 실행 또는 대응 약속을 한 경우 교섭이 인정된다”고 규정하고 있다. 즉 교섭이 인정되기 위해서는 수약자의 실행 또는 실행 약속이 약속자의 약속과의 교환으로 이루어져야 한다.

## 역할
원칙적으로 당사자 일방 즉 약속자가 상대방에게 일정 행위를 하겠다고 약속하고 그 상대방(이하 수약자라 함)이 약인을 약속자에게 제공하는 경우 약속자가 후에 약속을 지키지 않는다면 그 약속은 법적으로 강제 이행될 수 있다.

## 각 나라별 약인

### 영국
영국 계약법상 전통적으로 약인이란 어떤 약속과 교환하여 그 약속자가 얻는 이익 또는 수약자에게 발생하는 손해로 정의되어 왔다. 영국법에서 약속은, 날인 증서로 되어 있지 않는 한, 약인과 교환되지 못한다면 계약으로서 구속력을 가지지 못한다. 이 이론의 기본은 상호성에 있으며, 법의 눈으로 보아 (따라서 일반적인 가치관과는 다를 수도 있다) 어떤 가치가 있는 것이 부여되지 않는 한 그것만으로 약속은 보호할 가치가 없다는 것이다.

### 미국
미국의 제2차 계약법 리스테이트먼트에 의하면,  계약이 성립하기 위해서는 교환에 대한 상호적 동의의 표시와 약인을 수반하는 교환 거래가 요구된다. 캘리포니아 주의 민법전 제1150조에는 “계약의 존속을 위해서는 필수적으로 충분한 원인이나 약인이 있어야 한다”고 명시하고 있다.
미국 통일 상법전의 대상이 되는 계약의 경우, 기존 계약을 수정하는 계약은 약인이 필요없다.

#### 예외
- 소멸시효가 지난 채무의 경우, 갚겠다는 약속은 약인없이도 유효한 계약이다.

## 참고 문헌
- 전광백, 컨시더레이션의 法理, 연세법학연구 제9권 제1호 통권제13호, 2002.
- 두번째 이야기 – 약속의 대가? 이정운 변호사 2010-12-21

## 같이 보기
- 요구물품계약
- 생산고계약